# Rosh Pinah
Rosh Pinah es una ciudad de la región Karas en Namibia. En agosto de 2011 tenía una población censada de 2835 habitantes.
Se encuentra ubicada al sur del país, cerca de la frontera con Sudáfrica.